# Первоуральськ (станція)
Первоуральськ — проміжна залізнична станція Свердловської залізниці на лінії Кузіно — Єкатеринбург. Розташована у однойменному місті Свердловської області, на 1771-му км головного ходу Транссибірської магістралі.

## Історія

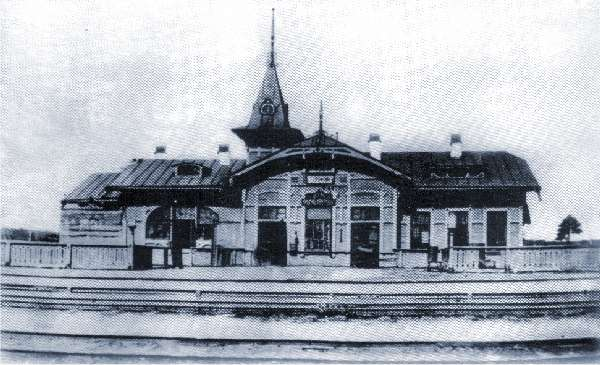
Станція Хромпік в 1925 році

Станція відкрита у 1910 році під первинною назвою Ревда. З 1917 по 1965 роки мала назву Хромпік. З 1965 ррку — сучасна назва — Первоуральськ.
Є останньою європейською станцією Транссибірської магістралі.

## Пасажирське сполучення
Станом на грудень 2021 року через станцію прямують поїзди далекого прямування:
| №                         | Маршрут руху                   | №                         | Маршрут руху                   |
| ------------------------- | ------------------------------ | ------------------------- | ------------------------------ |
| 13 «Новокузнецьк»         | Новокузнецьк — Санкт-Петербург | 14 «Новокузнецьк»         | Санкт-Петербург — Новокузнецьк |
| 67                        | Абакан — Москва                | 68                        | Москва — Абакан                |
| 69                        | Чита — Москва                  | 70                        | Москва — Чита                  |
| 71 «Демидівський Експрес» | Єкатеринбург — Санкт-Петербург | 72 «Демидівський Експрес» | Санкт-Петербург — Єкатеринбург |
| 73                        | Тюмень — Санкт-Петербург       | 74                        | Санкт-Петербург — Тюмень       |
| 109                       | Новий Уренгой — Москва         | 110                       | Москва — Новий Уренгой         |
| 803 «Ластівка»            | Єкатеринбург — Перм            | 804 «Ластівка»            | Перм — Єкатеринбург            |

Приміські поїзди прямують до станцій Єкатеринбург-Пасажирський, Кордон, Кузіно, Шаля, Шамари.